# Gymnasium Herkenrath
Das Gymnasium Herkenrath ist ein staatliches Gymnasium und hat seinen Sitz im Ortsteil Herkenrath der Stadt Bergisch Gladbach. Es ist Teil des Schulzentrums Herkenrath, zu dem auch Realschule und Grundschule zählen. Das Gymnasium Herkenrath ist Partnerschule des Leistungssports und bietet für Leistungs- und Kadersportler ein spezielles Teilinternat an.

## Allgemeine Informationen
Das Gymnasium Herkenrath ist das jüngste der Gymnasien in Bergisch Gladbach. Es wurde 1974 gegründet und befindet sich heute in einem Gebäudekomplex gemeinsam mit der Realschule Herkenrath. Etwa 1000 Schüler, davon circa die Hälfte in der Oberstufe (Stand 2015/16), besuchen aktuell das Gymnasium und werden von 87 Lehrkräften (darunter 9 Referendare; Stand 2016/17) unterrichtet.
Die Schule zeichnet sich durch einen offenen Ganztag aus, so dass für die Schüler, außer an Langtagen, der Unterricht nach der 6. Stunde endet. Daneben werden im Nachmittagsbereich eine Übermittagsbetreuung, eine Mensa und ein breites Angebot an AG, Projektkursen und eine allgemeine Hausaufgabenhilfe angeboten. Das katholische Jugendwerk stellt zudem eine weitere, schulübergreifende Nachmittagsbetreuung im „Café Tasse“.
Am Gymnasium Herkenrath werden neben den gängigen Leistungskursen wie Mathematik, Englisch, Geschichte und Deutsch auch Leistungskurse in den Fächern Chemie, Physik, Pädagogik und Sport angeboten.

## Geschichte der Schule

### 1790 bis 1806: Erste Anfänge
Im Ortsteil Herkenrath wurden erste Unterrichtstätigkeiten von einem Maurer im Winter 1790 aufgenommen. Da es zu diesem Zeitpunkt noch kein eigenes Schulgebäude gab, unterrichtete er einige Kinder aus der näheren Umgebung in den Stuben der Alten Küsterei an der Sankt-Antonius-Kirche, im Häuschen Scheidt am Asselborner Weg sowie in einem privaten Haus in der Hombach. Da zur damaligen Zeit der Lehrerberuf höheren, reicheren Schichten vorbehalten war, wurde der Maurer von der einfacheren Landbevölkerung vermutlich mit Naturalien bezahlt.

### 1806 bis 1859: Schulannalen
Nachdem Napoleon Bonaparte zu Beginn des 19. Jahrhunderts die Region besetzt hatte, sollten auch Reformen im Schulbereich folgen. Im 1806 datieren „Schulverbesserungsplan“ wurde in diesem Zusammenhang festgelegt, dass Schulpflicht für Mädchen von sieben bis zwölf Jahren und für Jungen bis 14 Jahren vorgesehen waren. Aufgrund politischer Unsicherheiten wurde dieses Vorhaben jedoch nur partiell umgesetzt. 1814 stellte die Gemeinde schließlich ein Holzhaus mit bescheidener Ausstattung für den Unterricht (auch Sonntagsunterricht) zur Verfügung. Seit 1817 lebte hier im Dachgeschoss auch eine erste offizielle Lehrkraft in sehr schlichten Verhältnissen. 1832 wurde, vermutlich aufgrund des Platzmangels, der Unterricht der mittlerweile drei Klassen zunächst in ein verschiefertes Fachwerkhaus verlagert (heute danach benannter „Alter Schulweg“), bevor schließlich 1857 – wiederum aufgrund von Platzmangel – das noch heute stehende Alte Schulgebäude Am Ball erbaut wurde.

### 1859 bis 1974: Etablierung der Johanniter Volksschule und Schulreform
Erst nach zweijähriger Konstruktion konnte im Jahre 1859 offiziell die Alte Volksschule bezogen werden, aus deren Zeit auch die ersten historischen Zeugnisse im Sinne von „Schulannalen“ stammten. Diese wurden vom damaligen Rektor im Ruhestand verfasst, wobei in diesem Zusammenhang erstmals der Name „Johanniter Volksschule“ auftauchte. Die mehrmalige Erweiterung der Schule in der ersten Hälfte des 19. Jahrhunderts war unter anderem wegen des aufstrebenden Bergbaus und den damit einhergehenden Bevölkerungsbewegungen nötig. Die Klassenanzahl und -stärke stiegen kontinuierlich: 1898 unter Schulleitung Boes folgten vier bis sechs Klassen dem Unterricht, 1929 wurden unter der neuen Schulleitung Flemm kontinuierlich fünf bis sechs Klassen unterrichtet. 1959 bestand die Schule aus sieben Klassen, die unter dem Rektor Walter Severin von vier Lehrern und einer Lehrerin unterrichtet wurden. Im Zuge der Schulreform 1968 wurden alle Volksschulen umgeformt und geteilt in Grund- und Hauptschulen, so dass das Alte Schulgebäude am Ball nun in die „Johanniter Hauptschule Herkenrath“ überging.

### 1974: Gründung des Gymnasiums Herkenrath
Neben der Johanniter Hauptschule wurde im Herbst des Jahres 1974 das Gymnasium Herkenrath gegründet, damals bekannt als „Städtisches Neusprachliches Gymnasium Sekundarstufe 1 i. E. im Schulzentrum Bensberg-Herkenrath“. Hans Schmidt als Gründungsrektor eröffnete den ersten Jahrgang mit 39 Mädchen und 54 Jungen, der 1983 den ersten Abiturjahrgang stellte. Der heute von Realschule und Gymnasium gemeinsam genutzte dreistöckige Neubau stand erst 1978/79 zur Verfügung. Aufgrund sinkender Schülerzahlen wurde die Johanniter Hauptschule mittlerweile geschlossen. Das heute unter Denkmalschutz stehende alte Schulgebäude wird nun als so genannter „Altbau“ vom Gymnasium, insbesondere von Oberstufenkursen, für den gesellschaftswissenschaftlichen Unterricht genutzt. Im Dezember 2014 wurde in einem öffentlichen Festakt das 40-jährige Jubiläum des Gymnasiums gefeiert.

## Individuelle Förderung
Individuelle Förderangebote am Gymnasium Herkenrath gibt es zum einen im Rahmen der Hausaufgabenbetreuung und im Lernstudio. An diesem Angebot können Schülerinnen und Schüler teilnehmen, die Lernschwierigkeiten vor allem in den Fächern Deutsch, Mathematik, Englisch, Französisch und Latein haben, und von einer Fachlehrkraft Unterstützung haben möchten. Auch das Erledigen von Hausaufgaben unter Aufsicht eines Fachlehrers ist hier montags bis donnerstags bis 15:45 Uhr möglich.
Zum anderen gibt es seit dem Schuljahr 2016/2017 das Vertretungsstundenkonzept. Schülerinnen und Schüler können in Vertretungsstunden an projektorientierten Aufgaben selbstständig und entsprechend ihrer Neigung arbeiten. Daneben existieren in der Sekundarstufe I fachspezifische Projektkurse, die je nach Interesse der teilnehmenden Schüler projektartig fachwissenschaftliche Gebiete erkunden (zum Beispiel Experimente im Fach Biologie), kreativ arbeiten (zum Beispiel im Fach Kunst oder Deutsch) oder sich sozial engagieren (zum Beispiel im Projekt „Butterflies: Programme with street and working children“). Dabei soll jeder einzelne Schüler entsprechend seiner Fähigkeiten, Interessen, Lernvoraussetzungen und Lernbedürfnissen gefördert werden. Die Teilnahme an diesen Projektkursen ist freiwillig und unbenotet. Jedoch erhält jeder Schüler ein für ihn angefertigtes Projektzeugnis als Wertschätzung.
Speziell für die Unterstützung von Schülern mit Lese- und Rechtschreibstörung wird in Jahrgangsstufe 5 ein wöchentlicher Förderkurs angeboten. Hier wird in Kleingruppen und in kleinen Schritten geübt, um auf individuelle Probleme der Schülerinnen und Schüler zu reagieren. Ein ähnlicher Förderkurs ist im Bereich „Grammatik/Satzlehre“ eingerichtet, in dem speziell linguistische Phänomene wiederholt und vertieft werden, die auch für die an der Schule unterrichteten Fremdsprachen relevant sind.

## Sprachenfolge
Am Gymnasium Herkenrath wird in allen fünften Klassen als erste Fremdsprache Englisch unterrichtet, was zumeist einer Fortführung der Englischkenntnisse aus den im Einzugsbereich ansässigen Grundschulen entspricht. Zur intensiven Förderung und auch Angleichung der verschiedenen Sprachniveaus ist hier eine zusätzliche fünfte Englischstunde in der Stundentafel der Jahrgangsstufe 5 vorgesehen. Diese oftmals auch als Übungsstunde genutzt fünfte Englischstunde dient insbesondere auch der individuellen Förderung im Bereich der fremdsprachlichen Kommunikation.
Beginnend mit Klasse 6 erlernen die Schülerinnen und Schüler entweder Französisch oder Latein als zweite Fremdsprache. Für die Entscheidungsfindung stehen den Eltern und den Kindern eine Beratung durch Fachlehrkräfte zur Seite. Ebenso werden den Schülern mehrere „Schnupperstunden“ angeboten, in denen sie spielerisch einen Einblick in die neue Fremdsprache erhalten. Wer sich schließlich für Latein entscheidet, kann am Ende der Einführungsphase das Latinum erreichen. Wer den Schwerpunkt eher auf lebendige Fremdsprachen legt, hat außerdem die Möglichkeit, ab Klasse 8 im Differenzierungsbereich als dritte Fremdsprache Spanisch zu erlernen, welche ebenso in der Oberstufe bis zum Abitur fortgeführt werden kann.
Mit Eintritt in die Oberstufe bietet die Schule erneut die Möglichkeit, Spanisch oder Französisch als neueinsetzende Fremdsprache zu belegen. Beide neu einsetzenden Fremdsprachen können auch als Abiturfächer belegt werden.

## Differenzierungsbereich ab Klasse 8
Ab Klasse 8 können im Differenzierungsbereich verschiedene Schwerpunkte nach Interesse und Neigung gewählt werden. Neben Spanisch als dritte Fremdsprache kann hier zwischen Informatik sowie Chemie und Biologie als Naturwissenschaften gewählt werden, wobei die in der Oberstufe später zur Wahl stehenden Leistungskurse teilweise thematisch und methodisch vorbereitet werden sollen. Ab dem Schuljahr 2017/18 wird ein bilingualer Zweig Englisch/Gesellschaftslehre etabliert, wobei Geschichte und Sozialwissenschaften besonders im Fokus stehen. Angedacht ist außerdem ein Zweig im Bereich Kunst.
Im Differenzierungsbereich können besonders begabte Schülerinnen und Schüler als individuelle Förderung das so genannte „Drehtürmodell“ belegen. Diese Schüler besuchen im wöchentlichen Wechsel zwei verschiedene Differenzierungskurse und lernen eigenständig die nicht-besuchten Kursinhalte nach. Die Schüler können so einerseits ihre Kompetenzen aktiv entwickeln, Verantwortung für ihren Lernprozess übernehmen und ihren Lernfortschritt erkennen und reflektieren – ohne dabei den Klassenverband dauerhaft verlassen zu müssen. Andererseits ist diese Förderung eine zeitintensive Doppelbelastung mit hohem eigenverantwortlichen Lernanteil. Ein Ausstieg aus diesem anspruchsvollen Fördermodell ist daher jederzeit möglich und führt zu keinem Nachteil des betroffenen Schülers.

## Arbeitsgemeinschaften

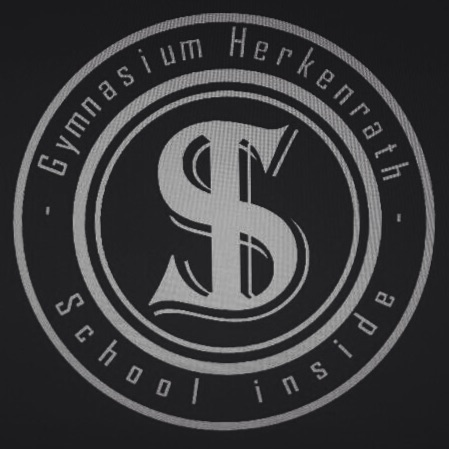
Logo „School Inside“

Das Gymnasium Herkenrath bietet eine breite Palette an Arbeitsgemeinschaften (AG). So wird seit mehreren Jahren immer weiter die Kanu-AG ausgebaut, bei der regelmäßig auf den Flüssen Sieg und Agger oder auch auf dem Fühlinger See (Anfängerkurse) mit Kanu und Kajaks Ausflüge unternommen werden. Daneben etablierte sich im Bereich Biologie neben der Imker-AG mit eigenem Bienenstaat und entsprechender Honigproduktion auch die Garten-AG, bei der die Begrünung des Schulgeländes mit möglichst vielen verschiedenen heimischen Pflanzenarten im Vordergrund steht. In diesem Zusammenhang wird auch der Schulgarten mit eigenem Biotop betreut. Für die jüngeren Jahrgangsstufen steht die Forscher-AG mit spielerischen Experimenten in Chemie und Biologie zur Verfügung.
Im Bereich der Sprachen sind besonders jene AG hervorzuheben, die zum Cambridge-Zertifikat beziehungsweise zum DELF-Zertifikat führen. Je nach Interesse seitens der Schülerschaft werden hier mehrere Niveaustufen, gemessen am europäischen Referenzrahmen, angeboten. Eine seit den 1980ern bestehende Arbeitsgemeinschaft ist die Schülerzeitungs-AG mit dem heutigen Namen School Inside (vormals „Reflex“). Die ursprüngliche Printfassung wurde mittlerweile von einer App und einer Online-Version abgelöst, auf der immer tagesaktuelle Informationen zum Schulleben durch ein breites Medienfeld präsentiert werden.
Weitere traditionelle AG, die stets jahrgangsstufenübergreifend angeboten werden, sind die Erste-Hilfe-AG, Koch-AG, Mofa-AG und die Schach-AG. Im Bereich Musik kommen hier speziell die Big Band und zwei Chöre hinzu, die insbesondere bei den Schulfesten und Projektwochen für Unterhaltung sorgen. Im Bereich Sport wird außerdem eine Hapkido-AG und eine Lauf-AG zur Vorbereitung auf den Sport-LK angeboten.

## Fahrtenkonzept
An der Schule gibt es ein Fahrtenkonzept mit verschiedenen Schwerpunkten. In der Unterstufe fährt die gesamte Jahrgangsstufe 5 bzw. 6 mit Teilen ihres Klassenleiterteams in das Sport- und Freizeitdorf Hinsbeck, wo in kleinen Blockhäusern gewohnt und der Tag mit sportlichen Spielen und Aktivitäten im Bereich Schwimmen und Koordination verbracht wird. In der Mittelstufe, in der Regel in Klasse 8, steht ein Reiseziel in Deutschland bzw. im nahen Grenzbereich im Vordergrund, wobei regionale Schwerpunkte erkundet werden (geographische oder historische Besonderheiten).
In der Oberstufe werden zwei Fahrten angeboten. Die erste findet als Integrationsfahrt im ersten Halbjahr der gymnasialen Oberstufe statt. Neben einem sportlichen Schwerpunkt mit Skiangebot wird bei dieser Fahrt das im Gymnasium erforderliche Methodenrepertoire erweitert und trainiert. Weiteres wichtiges, pädagogisches Ziel ist es, ein gemeinsames Miteinander zu fördern und ein intensiveres Kennenlernen der in der Regel großen Jahrgangsstufen zu fördern. Zielort dieser Integrationsfahrt ist zumeist Natz / Schabs in Südtirol.
Als zweite Fahrt steht eine Kursfahrt während der Qualifikationsphase an. Mit einem der Leistungskurse wird ein fachspezifischer Schwerpunkt gesetzt, der an einem außerschulischen Lernort angemessen bearbeitet werden kann. Kulturelle, historische und geographische Aspekte stehen hier im Vordergrund. Reiseziele in den letzten Jahren waren häufig Florenz (Bereich Geschichte / Kunst / Architektur), Neapel (Bereich Geschichte/Chemie), London (Sprache und Kultur), Kroatien (Meeresbiologie) und Barcelona (Sprache/Kunst).
Eintägige Exkursionen bzw. Fahrten über das Wochenende werden Ende der Mittelstufe sowie in der Oberstufe vermehrt angeboten. Im Rahmen des USA-Austauschs mit Williston unternehmen jährlich verschiedene Schülergruppen, bestehend aus amerikanischen und deutschen Schülern, Kurzreisen nach Paris, London und Berlin. Ebenso wird von der Französisch AG jährlich eine Exkursion nach Paris, Spa oder Lüttich angeboten. Daneben fahren Teile der Oberstufe stets zu Beginn des Schuljahres für drei Tage nach Canterbury, wobei Kultur und Sprache im Fokus stehen.

## Umstellung auf G9
Zum Schuljahr 2019/20 stellt auch das Gymnasium Herkenrath wieder auf G9 um. Aus diesem Grund ist das Gymnasium Herkenrath für das Schuljahr 2023/2024 als Bündelungsgymnasium ausgewiesen. Die Umstellung umfasst die Jahrgänge 5 und 6 des Gymnasiums, also auch die Kinder, die zum Schuljahr 2018/2019 im Gymnasium aufgenommen wurden. Eine Erstreckung auf weitere Jahrgänge erfolgt wegen der dann bereits fortgeschrittenen Schullaufbahn nicht. Im Zuge des Wechsels wird erst ab Klasse 7 die zweite Fremdsprache gewählt, wobei weiterhin zwischen Französisch und Latein gewählt werden kann. Im G9-Bildungsgang wird zukünftig ab Klasse 9 der Differenzierungsbereich unterrichtet. Die dritte mögliche Fremdsprache Spanisch wird dann mit einer Ergänzungsstunde speziell gefördert. Insgesamt wird sich der Nachmittagsunterricht in der Sekundarstufe I deutlich reduzieren.

## Mensa und Cafeteria
Seit dem Jahre 2012 gibt es im Zuge der Einführung von G8 und den damit einhergehenden Langtagen eine ausgebaute, neue Mensa im Schulgebäude. Daneben ist für die Oberstufe eine Cafeteria eingerichtet, die ab Mai 2019 von einer im Projekt geführten Schülerfirma betrieben wird.

## Förderverein
Der Förderverein der Schule – „Verein der Freunde, Förderer und Ehemaligen desGymnasiums Herkenrath e. V.“ – besteht seit 1976. Der Verein ist gemeinnützig.

## Kooperationen und Partnerschulen
Das Gymnasium Herkenrath führt mit folgenden Vereinen/Unternehmen Kooperationen:
- Schulpartnerschaft und Kooperation mit der Kreissparkasse Köln
- Rheinischer Turnerbund[11]
- TTC Bärbroich[12]
- Friedrich-Fröbel-Schule[13]
- Cambridge-Zertifikat
- TELC-Zertifikat
- DELF-Zertifikat des Institut français
- Schüleraustausch mit dem Gimnazjum Sióstr Niepokalanek aus Jarosław (Polen)
- Medienscouts NRW
- Schüleraustausch mit der Williston High School, North Dakota (USA)
- Schüleraustausch mit dem Lycée Jean Monnet in Mortagne au Perche (Frankreich)

## Verkehrsanbindung
Das Schulzentrum befindet sich drei Kilometer vom Zentrum der Stadt Bergisch Gladbach entfernt. Es wird über die Haltestelle Herkenrath Ball von mehreren Buslinien und schulischen Sonderlinien bedient, die neben Bergisch Gladbach (Linie 453) auch Bensberg/Bechen (Linie 454) und Biesfeld (Linie 335) anfahren.